# Núria (nom)
Núria o Maria de Núria, informalment Nuri, és un nom femení d'advocació mariana a la Mare de Déu de Núria. Originalment, els prenoms derivats d'advocacions marianes completaven el nom de Maria (Maria de) fins que han pres significat per si mateixos, i, lògicament, són femenins.
Segons Joan Coromines, el nom és d'origen preromà de la família lingüística ibero-basca-aquitana. Està vinculat a Norra, variant d'Andorra. Significa «lloc entre valls»; també podria provenir del terme àrab "nur", més concretament derivar de "nuriyah" (amb fonètica idèntica llevat de l'accent tonic que recau a la i), amb el significat de "llumeneta" o «lluminositat».
És molt popular a Catalunya, sobretot al Ripollès, l'Urgell, el Priorat, el Pallars Jussà, Osona, la Noguera, la Conca de Barberà, la Garrotxa i la Cerdanya. L'any 2012 era el 7è nom femení més freqüent a Catalunya, amb un màxim registrat a la dècada del 1970.
A la Vall de Núria, al Ripollès, on hi ha el santuari dedicat a aquesta mare de déu, s'hi va signar l'Estatut d'Autonomia català del 1932 mentre Francesc Macià era el president de la Generalitat.
La seva onomàstica se celebra el 8 de setembre: la Mare de Déu de Núria.

## Traduccions
- castellà: Nuria

## Personatges famosos
- Núria Albó, poeta
- Núria Añó, escriptora
- Núria Cadenas, periodista i escriptora
- Núria Espert, actriu
- Núria Feliu, cantant i actriu
- Nuria Fergó, cantant
- Núria Gago, actriu
- Núria Llagostera, tennista
- Núria Llimona i Raymat, pintora
- Núria Martínez i Prat, jugadora de bàsquet
- Núria Rial, soprano
- Núria Roca Granell, presentadora de televisió
- Núria Solé, periodista i presentadora de televisió
- Núria Torray, actriu